# Критерий Коши
Критерий Коши — критерий существования предела. Условие критерия Коши похоже на определение предела, но в отличие от определения критерий в своём условии нигде не использует конкретное значение предела. Это позволяет доказывать существование предела, не зная ничего о его конкретном значении. Существует много различных формулировок критерия Коши для различных объектов анализа: последовательностей, рядов, интегралов, функций и так далее.

## Критерий Коши существования предела числовой последовательности
Для самого простого случая числовой последовательности критерий Коши формулируется так.
| Пусть {\displaystyle a_{n}} — числовая последовательность (последовательность с элементами из {\displaystyle \mathbb {R} }). {\displaystyle a_{n}} имеет предел в {\displaystyle \mathbb {R} } тогда и только тогда, когда: {\displaystyle \forall \varepsilon >0\ \exists N\in \mathbb {N} \ \forall m,n>N\colon \|a_{m}-a_{n}\|<\varepsilon } |

Условие, накладываемое на последовательность в критерии Коши, называется условием Коши. На первый взгляд критерий Коши не сильно проще определения предела, однако это совсем не так. Определение предела формулируется для уже известного значения предела. Чтобы доказать существование предела через определение, нужно заранее знать, чему этот предел будет равен. Опровержение же условия в определении предела будет обозначать лишь то, что конкретно это рассмотренное нами значение не является пределом, но совершенно ничего не будет говорить о том, является ли какое-то другое значение пределом или нет. Для доказательства несуществования предела нужно будет проверить все возможные значения пределов. Критерий Коши же имеет похожее условие но без использования значения предела последовательности, что позволяет его использовать без знания какой-либо информации о возможном значении предела.
Требование в условии того, что предел действительное число весьма существенно. На рациональные числа критерий Коши не переносится: последовательность из рациональных чисел может сходиться к иррациональному числу. Таким образом она удовлетворяет условию Коши, но в рациональных числах предела не имеет. Противоположный пример: расширенная числовая прямая. Последовательность, стремящаяся к бесконечности, не удовлетворяет условию Коши. Но на некоторые множества критерий Коши обобщить всё же можно. К примеру, везде в формулировке можно заменить {\displaystyle \mathbb {R} } на {\displaystyle \mathbb {R} ^{n}}, или рассматривать комплексные числа вместо действительных. Об обобщении критерия Коши на другие множества будет сказано далее.
Необходимость.
Пусть последовательность {\displaystyle a_{n}\in \mathbb {R} } сходится к {\displaystyle a\in \mathbb {R} }. Запишем определение предела.
{\displaystyle \forall \varepsilon >0\ \exists N\in \mathbb {N} \ \forall n>N\colon |a_{n}-a|<{\frac {\varepsilon }{2}}}
Фиксируем {\displaystyle \varepsilon } и берём соответствующее ему {\displaystyle N}. Возьмём произвольные {\displaystyle m,n>N}. Тогда:
{\displaystyle |a_{n}-a_{m}|\leq |a_{n}-a|+|a-a_{m}|<{\frac {\varepsilon }{2}}+{\frac {\varepsilon }{2}}<\varepsilon }
Достаточность.
Доказательство можно поделить на 3 части. В 1-й части доказывается ограниченность последовательности. Во 2-й при помощи теоремы Больцано-Вейерштрасса из неё выделяется сходящаяся подпоследовательность. В 3-й части доказывается, что предел этой подпоследовательности является пределом всей последовательности.
1. Ограниченность последовательности
Запишем условие Коши.
{\displaystyle \forall \varepsilon >0\ \exists N\in \mathbb {N} \ \forall n,m>N\colon |a_{n}-a_{m}|<\varepsilon }
Фиксируем {\displaystyle \varepsilon } и берём соответствующее ему {\displaystyle N}. Зафиксируем {\displaystyle m>N}. Тогда получается, что начиная с члена последовательности {\displaystyle N+1} вся последовательность лежит в {\displaystyle \varepsilon }-окрестности {\displaystyle a_{m}}, а значит, она ограничена.
2. Теорема Больцано-Вейерштрасса
По теореме Больцано-Вейерштрасса у ограниченной числовой последовательности {\displaystyle a_{n}} есть сходящаяся подпоследовательность {\displaystyle a_{n_{k}}}. Обозначим её предел за {\displaystyle a}.
3. Предел подпоследовательности есть предел всей последовательности
Запишем условие Коши.
{\displaystyle \forall \varepsilon >0\ \exists N_{1}\in \mathbb {N} \ \forall n,m>N_{1}\colon |a_{n}-a_{m}|<{\frac {\varepsilon }{2}}}
Запишем определение предела подпоследовательности.
{\displaystyle \forall \varepsilon >0\ \exists N_{2}\in \mathbb {N} \ \forall k>N_{2}\colon |a_{n_{k}}-a|<{\frac {\varepsilon }{2}}}
Фиксируем {\displaystyle \varepsilon }. Берём соответствующие {\displaystyle N_{1}} и {\displaystyle N_{2}}. Возьмём {\displaystyle n>N_{1}} и {\displaystyle k>N_{2}} такую, что {\displaystyle n_{k}>N_{1}}. Тогда
{\displaystyle |a_{n}-a|\leq |a_{n}-a_{n_{k}}|+|a_{n_{k}}-a|<{\frac {\varepsilon }{2}}+{\frac {\varepsilon }{2}}=\varepsilon }

## Формулировки критерия Коши для различных объектов анализа
Везде далее {\displaystyle \mathbb {R} } можно заменить на {\displaystyle \mathbb {R} ^{n}}, {\displaystyle \mathbb {C} } или {\displaystyle \mathbb {C} ^{n}}.

### Критерий Коши существования предела функции
Пусть определена функция {\displaystyle f\colon X\to \mathbb {R} }, {\displaystyle {\mathfrak {B}}} — база в {\displaystyle X}.
Предел функции {\displaystyle f} по базе {\displaystyle {\mathfrak {B}}} существует в {\displaystyle \mathbb {R} } тогда и только тогда, когда
{\displaystyle \forall \varepsilon >0\ \exists b\in {\mathfrak {B}}\forall x_{1},x_{2}\in b\colon |f(x_{1})-f(x_{2})|<\varepsilon }
Все критерии Коши для вещественных чисел являются так или иначе частным случаем критерия Коши для функции.

### Критерий Коши интегрируемости функции по Риману
Пусть определена функция {\displaystyle f\colon [a;b]\to \mathbb {R} }.
Функция {\displaystyle f} интегрируема по Риману на {\displaystyle [a;b]} тогда и только тогда, когда:
{\displaystyle \forall \varepsilon >0\ \exists \delta >0\ \forall (\tau ',\xi '),(\tau '',\xi '')\in T'[a;b],d(\tau ')<\delta ,d(\tau '')<\delta :|\sigma (f,\tau ',\xi ')-\sigma (f,\tau '',\xi '')|<\varepsilon }
Критерий практически без изменений переносится и на кратные интегралы (промежуток заменяется на измеримое по Жордану множество).

### Критерий Коши сходимости числового ряда
Пусть {\displaystyle \sum _{n=1}^{\infty }a_{n}} — числовой ряд (ряд с элементами из {\displaystyle \mathbb {R} }).
Ряд {\displaystyle \sum _{n=1}^{\infty }a_{n}} сходится в {\displaystyle \mathbb {R} } тогда и только тогда, когда:
{\displaystyle \forall \varepsilon >0\ \exists N\in \mathbb {N} \ \forall m>N\ \forall p\in \mathbb {N} \colon \left|\sum _{i=m}^{m+p}a_{i}\right|<\varepsilon }

### Критерий Коши сходимости несобственного интеграла
Пусть определена функция {\displaystyle f\colon [a;b)\to \mathbb {R} } и в точке {\displaystyle b} она имеет особенность первого или второго рода.
Несобственный интеграл {\displaystyle \int \limits _{a}^{b}f(x)\,dx} сходится тогда и только тогда, когда:
{\displaystyle \forall \varepsilon >0\ \exists \delta \in [a;b)\forall x_{1},x_{2}\in (\delta ;b),x_{1}<x_{2}\colon \left|\int \limits _{x_{1}}^{x_{2}}f(x)\,dx\right|<\varepsilon }
Критерий можно сформулировать и для случая если особенность в точке {\displaystyle a}. Тогда несобственный интеграл {\displaystyle \int \limits _{a}^{b}f(x)\,dx} сходится тогда и только тогда, когда:
{\displaystyle \forall \varepsilon >0\ \exists \delta \in (a;b]\forall x_{1},x_{2}\in (a;\delta ),x_{1}<x_{2}\colon \left|\int \limits _{x_{1}}^{x_{2}}f(x)\,dx\right|<\varepsilon }

### Критерий Коши равномерной сходимости функциональной последовательности
Пусть {\displaystyle f_{n}(x)} — функциональная последовательность, {\displaystyle f_{n}\colon X\to \mathbb {R} }.
Последовательность {\displaystyle f_{n}(x)} равномерно сходится по {\displaystyle X} к некоторой функции {\displaystyle f\colon X\to \mathbb {R} } тогда и только тогда, когда:
{\displaystyle \forall \varepsilon >0\ \exists N\in \mathbb {N} \ \forall m,n>N\ \forall x\in X\colon \left|f_{m}(x)-f_{n}(x)\right|<\varepsilon }

### Критерий Коши равномерной сходимости семейства функций
Пусть определена функция {\displaystyle f\colon X\times Y\to \mathbb {R} }, {\displaystyle {\mathfrak {B}}} — база в {\displaystyle X}.
Функция {\displaystyle f(x,y)} равномерно по {\displaystyle Y} сходится к функции {\displaystyle f\colon Y\to \mathbb {R} } по базе {\displaystyle {\mathfrak {B}}} тогда и только тогда, когда
{\displaystyle \forall \varepsilon >0\ \exists b\in {\mathfrak {B}}\forall x_{1},x_{2}\in b\ \forall y\in Y\colon |f(x_{1},y)-f(x_{2},y)|<\varepsilon }

### Критерий Коши равномерной сходимости функционального ряда
Пусть {\displaystyle \sum _{n=1}^{\infty }f_{n}(x)} — функциональный ряд, {\displaystyle f_{n}\colon X\to \mathbb {R} }.
Ряд {\displaystyle \sum _{n=1}^{\infty }f_{n}(x)} равномерно сходится по {\displaystyle X} к некоторой функции {\displaystyle f\colon X\to \mathbb {R} } тогда и только тогда, когда:
{\displaystyle \forall \varepsilon >0\ \exists N\in \mathbb {N} \ \forall m>N\ \forall p\in \mathbb {N} \ \forall x\in X\colon \left|\sum _{i=m}^{m+p}f_{i}(x)\right|<\varepsilon }

### Критерий Коши равномерной сходимости несобственного интеграла с параметром
Пусть определена функция {\displaystyle f\colon [a;b)\times Y\to \mathbb {R} } и в точке {\displaystyle b} она имеет особенность первого или второго рода.
Несобственный интеграл с параметром {\displaystyle \int \limits _{a}^{b}f(x,y)\,dx} равномерно сходится тогда и только тогда, когда:
{\displaystyle \forall \varepsilon >0\ \exists \delta \in [a;b)\forall x_{1},x_{2}\in (\delta ;b),x_{1}<x_{2}\ \forall y\in Y\colon \left|\int \limits _{x_{1}}^{x_{2}}f(x,y)\,dx\right|<\varepsilon }
Пусть определена функция {\displaystyle f\colon (a;b]\times Y\to \mathbb {R} } и в точке {\displaystyle a} она имеет особенность первого или второго рода.
Несобственный интеграл с параметром {\displaystyle \int \limits _{a}^{b}f(x,y)\,dx} равномерно сходится тогда и только тогда, когда:
{\displaystyle \forall \varepsilon >0\ \exists \delta \in (a;b]\ \forall x_{1},x_{2}\in (a;\delta ),x_{1}<x_{2}\ \forall y\in Y\colon \left|\int \limits _{x_{1}}^{x_{2}}f(x,y)\,dx\right|<\varepsilon }

## Критерий Коши и определение действительных чисел по Кантору
Как уже было сказано ранее, на рациональные числа критерий Коши не переносится. Можно сказать даже большее: выполнение критерия Коши и есть то самое свойство, что отличает действительные числа от рациональных. Это следует понимать в том смысле, что добавление к рациональным числам новых элементов так, чтобы выполнялся критерий Коши, выдаст множество вещественных чисел. На этом факте строится определение Кантора вещественных чисел.
Из вышесказанного следует, что на любое множество, на котором можно рассмотреть такое условие, критерий Коши не переносится. Пусть {\displaystyle X} — некоторое числовое множество. Последовательность элементов этого множества {\displaystyle a_{n}}, удовлетворяющая условию Коши, называется фундаментальной (или последовательностью Коши). То есть, фундаментальная последовательность — это последовательность, для которой выполняется следующее условие:
{\displaystyle \forall \varepsilon >0\ \exists N\in \mathbb {N} \ \forall m,n>N\colon |a_{m}-a_{n}|<\varepsilon }
Любая сходящаяся в {\displaystyle X} последовательность элементов {\displaystyle X} является фундаментальной. Но при этом, не любая фундаментальная последовательность из элементов {\displaystyle X} сходится в {\displaystyle X}. Примером такой ситуации является множество {\displaystyle \mathbb {Q} }. Рассмотрим следующую последовательность из рациональных чисел:
{\displaystyle 0,1;0,101;0,101001;0,1010010001;\ldots }
Очевидно, что она сходится к иррациональному числу {\displaystyle 0,101001000100001\ldots }, а значит, фундаментальна. Но при этом во множестве рациональных чисел у этой последовательности предела нет. Таким образом, критерий Коши утверждает, что в вещественных числах любая фундаментальная последовательность сходится.
Все вещественные числа являются пределом некоторой фундаментальной последовательности рациональных чисел. Это свойство позволяет построить определение Кантора вещественных чисел. Просто приписать каждой не сходящейся в {\displaystyle \mathbb {Q} } фундаментальной последовательности действительное число нельзя: разные последовательности могут сходиться к одному числу. Однако очевидно, что разность таких последовательностей будет равна {\displaystyle 0}. Отождествим фундаментальные последовательности рациональных чисел, разность которых стремится к нулю. Каждому множеству отождествлённых последовательностей будет соответствовать ровно одно вещественное число. Таким образом, можно определить вещественные числа как эти самые множества. Операции суммы, разности, умножения вещественных чисел соответствуют операциям суммы, разности, умножения последовательностей.

## Критерий Коши в метрическом пространстве
Понятие фундаментальной последовательности можно обобщить для любого метрического пространства. Пусть {\displaystyle (X,\rho )} — метрическое пространство. Последовательность {\displaystyle a_{n}} элементов {\displaystyle X} называется фундаментальной, если для неё выполняется следующее условие:
{\displaystyle \forall \varepsilon >0\ \exists N\in \mathbb {N} \ \forall m,n>N\colon \rho (a_{m},a_{n})<\varepsilon }
Это обобщает понятие фундаментальной последовательности для числового множества. Фундаментальность зависит от метрики пространства: фундаментальная последовательность в одной метрике может не быть фундаментальной в другой. Для числового множества тоже можно указать отличную от стандартной метрику, и определение фундаментальной последовательности будет отличаться от определения в предыдущем разделе. Поэтому, говоря о фундаментальной последовательности, необходимо фиксировать, в какой метрике предполагается фундаментальность.
Каждая сходящаяся последовательность метрического пространства фундаментальна, но не каждая фундаментальная сходится к элементу из своего пространства. Пространство, в котором каждая фундаментальная последовательность сходится, называется полным. Таким образом, {\displaystyle \mathbb {R} } — полное метрическое пространство, а {\displaystyle \mathbb {Q} } — нет.
Таким образом, критерий Коши выполняется для любого полного метрического пространства. Стоит понимать, что выполнение его в полном метрическом пространстве тривиально следует из определения, просто потому, что пространство именно тогда и является полным, когда в нём выполняется критерий Коши. Выполнение же его на множестве действительных чисел тривиально из определения не следует: то, что множество вещественных чисел есть полное метрическое пространство, требует доказательства. Таким образом, доказательство критерия Коши для вещественных чисел представляет собой доказательство их полноты, а его выполнение в более общем случае произвольного полного метрического пространства вообще не требует доказательства.
Конструкция Кантора действительных чисел может быть применена вообще к любому метрическому пространству. Точно также отождествив фундаментальные последовательности, разность которых стремится к нулю, мы получим надпространство над первоначальным пространством, которое при этом будет полным. Такая операция называется пополнением. Вещественные числа есть ни что иное, как пополнение рациональных. Операция пополнения не дополняет пространство всеми возможными пределами последовательностей даже в смысле частичного предела: последовательность натуральных чисел например не имеет частичного предела в {\displaystyle \mathbb {R} }.
Стоит понимать, что критерий Коши имеет смысл только для метрических пространств. К примеру: последовательность натуральных чисел стремится к {\displaystyle +\infty } в {\displaystyle {\overline {R}}}. Однако при этом она не фундаментальна. Так происходит потому, что {\displaystyle {\overline {R}}} не является метрическим пространством, а значит, для него вообще нельзя определить понятие фундаментальной последовательности. Фундаментальность зависит от метрики, а в {\displaystyle {\overline {R}}} метрики нет. Последовательность натуральных чисел не фундаментальна в метрике {\displaystyle \mathbb {R} }, однако что-то говорить профундаментальность в {\displaystyle {\overline {R}}} не имеет смысла. Несмотря на это, в топологическом пространстве {\displaystyle {\overline {R}}} можно задать метрику. Ограничение её на {\displaystyle \mathbb {R} } конечно не будет совпадать со стандартной метрикой {\displaystyle \mathbb {R} }, но при этом в такой метрике последовательность натуральных чисел уже будет фундаментальной. При этом в обычном определении фундаментальности для числовых последовательностей модуль разности будет заменен на формулу той метрики, которая определена на {\displaystyle {\overline {R}}}.

### Критерий Коши существования предела функции, со значениями в полном метрическом пространстве
Наиболее общий критерий Коши можно сформулировать для функций, со значениями в полном метрическом пространстве. Все остальные критерии являются частным случаем этого.
Пусть определена функция {\displaystyle f\colon X\to Y}, {\displaystyle {\mathfrak {B}}} — база в {\displaystyle X}, {\displaystyle Y} — полное метрическое пространство.
Предел функции {\displaystyle f} по базе {\displaystyle {\mathfrak {B}}} существует в {\displaystyle Y} тогда и только тогда, когда
{\displaystyle \forall \varepsilon >0\ \exists b\in {\mathfrak {B}}\forall x_{1},x_{2}\in b\colon \rho (f(x_{1}),f(x_{2}))<\varepsilon }
Этот критерий не следует тривиально из определения полноты. Для произвольного метрического пространства функция, удовлетворяющая этому условию, не обязана сходиться к элементу в нём, однако она будет сходиться к элементу в некотором его пополнении.
Пусть задано метрическое пространство {\displaystyle (Y,\rho )}
Необходимость.
Необходимость не требует даже полноты метрического пространства {\displaystyle Y}. Пусть функция {\displaystyle f(x)\colon X\to Y} сходится к {\displaystyle a\in Y}. Запишем определение предела.
{\displaystyle \forall \varepsilon >0\ \exists b\in {\mathfrak {B}}\ \forall x\in B\colon \rho (f(x),a)<{\frac {\varepsilon }{2}}}
Фиксируем {\displaystyle \varepsilon } и берём соответствующее ему {\displaystyle b}. Возьмём произвольные {\displaystyle x_{1},x_{2}\in b}. Тогда:
{\displaystyle \rho (f(x_{1}),f(x_{2}))\leq \rho (f(x_{1}),a)+\rho (a,f(x_{2}))<{\frac {\varepsilon }{2}}+{\frac {\varepsilon }{2}}<\varepsilon }
Достаточность.
На этот раз полнота пространства {\displaystyle Y} существенна. Доказательство такое же, как и в случае числовой последовательности делится на части. В первой части находится сходящаяся последовательность, а во второй доказывается, что предел этой последовательности есть предел всей функции по базе.
1. Выделение последовательности
1-я часть доказательства основана на аксиоме счётного выбора). Запишем условие Коши.
{\displaystyle \forall \varepsilon >0\ \exists b\in {\mathfrak {B}}\ \forall x_{1},x_{2}\in b\colon \rho (f(x_{1}),f(x_{2}))<\varepsilon }
Возьмём произвольное {\displaystyle n\in \mathbb {N} } и зафиксируем его. Возьмём {\displaystyle b_{n}\in {\mathfrak {B}}}, соответствующее {\displaystyle \epsilon ={\frac {1}{n}}}. Обозначим за {\displaystyle b_{n}'\subset b_{1}\cap \ldots \cup b_{n}}. В {\displaystyle b_{n}'} выберем произвольную точку {\displaystyle a_{n}}. Таким образом, для каждого {\displaystyle n} мы выбрали точку {\displaystyle a_{n}}.
Рассмотрим {\displaystyle a_{n}} как последовательность. Начиная с элемента {\displaystyle n} члены последовательности лежат в {\displaystyle b_{n}}, то есть {\displaystyle \forall m>=n\colon a_{m}\in b_{n}}, а значит, {\displaystyle \forall k,m>=n\colon \rho (f(a_{k}),f(a_{m}))<{\frac {1}{n}}}. Таким образом, последовательность {\displaystyle f(a_{n})} — фундаментальна, а значит, она сходится.
2. Предел последовательности есть предел всей функции
Последовательность {\displaystyle f(a_{n})} — сходится к некоторому элементу {\displaystyle c\in Y}. Запишем определение предела, взяв {\displaystyle \varepsilon ={\frac {1}{2n}}}:
{\displaystyle \forall n\in \mathbb {N} \ \exists N\in \mathbb {N} \ \forall m>N\colon \rho (f(a_{m}),c)<{\frac {1}{2n}}}
Фиксируем {\displaystyle n\in \mathbb {N} }. Берём для него соответствующий {\displaystyle N} и произвольный {\displaystyle m>N} такой, чтобы {\displaystyle m>2n}. Тогда:
{\displaystyle \rho (f(a_{m}),c)<{\frac {1}{n}}}
Берём {\displaystyle b_{m}} так, как он определялся в 1-й части. Тогда, для любого {\displaystyle x\in b_{m}}
{\displaystyle \rho (f(x),f(a_{m}))<{\frac {1}{m}}<{\frac {1}{2n}}}
Окончательно получаем:
{\displaystyle \rho (f(x),c)\leq \rho (f(x),f(a_{m}))+\rho (f(a_{m}),c)<{\frac {1}{2n}}+{\frac {1}{2n}}={\frac {1}{n}}}
На самом деле доказательство критерия Коши для числовых последовательностей тоже использует аксиому счётного выбора, только неявно. В его доказательстве использована теорема Больцано-Вейерштрасса, которая зависит от аксиомы счётного выбора, а если точнее, то от аксиомы счётного выбора для подмножеств {\displaystyle \mathbb {R} }.